# 馬克斯·布朗利
馬克斯·基思·布朗利（英語：Marques Keith Brownlee，/mɑːrˈkɛz ˈkiːθ ˈbraʊnliː/；1993年12月3日—），藝名「MKBHD」，是一名YouTuber、科技評論員、網紅及專業終極飛盤運動員，以他的科技YouTube頻道MKBHD知名。該頻道的名字由他名字的縮寫「MKB」和高清（High Definition）的縮寫「HD」組成，截止2020年1月，擁有超過1,000萬名訂閱者，在YouTube科技頻道中訂閱者數量排名第三，有超過8.34億點擊率。2013年8月，Google前社交網絡高級副總裁維克·貢多特拉稱布朗利是「［這個］行星上最好的科技評論員」。

## YouTube生涯
布朗利於2008年3月21日加入YouTube。他於2009年1月仍在讀高中時開始上傳關於新產品，或他已經擁有產品的評論影片。他說他早期的「短片」只是他在屏幕錄製上加入旁白，然後問看影片的人他們想看的內容。他首數百段影片主要是關於硬件教學和免費軟件。其後有公司聯絡他，想他在他的影片中示範他們的付費軟硬件，但是他只會就那些對他觀眾有興趣的產品製作評論影片。他以回應影片觀眾的問題、解釋他們想了解更多的功能和「對他討論的產品有深入的了解，和了解他受眾想學習的東西」著稱。他的評論影片通常在產品推出同時或其後不久後上傳，而他關於行動裝置的影片最為人所知。截至2015年12月，他的頻道有超過300萬訂閱者，使它成為YouTube科技頻道中訂閱者數量排行第三，而他平均每星期上載一段短片。截至2015年7月，他的頻道每天有2千名新訂閱者。
其他科技網站亦有報導布朗利的產品評測。Engadget在2012年1月發佈關於布朗利對雲端儲存服務Insync評論影片的文章。2013年11月，Engadget亦對布朗利關於LG G Flex的影片發佈了文章，在影片中他嘗試刮花該裝置，以測試手機的自癒功能。該影片在第一天已達到了100萬點擊率，而截至2015年9月，該影片的點擊率已累積超過500萬。2013年12月，布朗利訪問了摩托羅拉移動總裁丹尼斯·伍德賽德。2014年5月，布朗利訪問了埃文·布拉斯（evleaks），是布拉斯首次被人訪問。
布朗利最受歡迎的影片是在2014年7月7日對傳聞是iPhone 6的玻璃組件的刮花測試。該影片在短時間內被The Verge、福布斯、CNET、時代和哈芬登郵報等網站轉載。該網站出現在NBC新聞中，全球各地的報章亦有報導。截至2015年6月，該影片有超過850萬次點擊率。布朗利亦上載了一段關於iPhone 6模型的影片，截至2015年7月有700萬點擊率。
2015年12月，布朗利訪問NBA運動員高比·拜仁，討論了他對科技的興趣及他參與設計的新球鞋。
2019年12月，布朗利的YouTube频道订阅人数达到1000万。在其纪念自己1000万订阅的视频中公布了自己的中间名“Keith”。

## 外部連結
- MKBHD - Marques Brownlee videos, photography, writing （页面存档备份，存于）
- 馬克斯·布朗利的X（前Twitter）
- 馬克斯·布朗利的Facebook專頁
- 馬克斯·布朗利的Instagram帳戶
- YouTube上的馬克斯·布朗利頻道